# A Contracorriente (canción)
A Contracorriente es una canción del artista hispano-alemán Álvaro Soler y del artista español David Bisbal. El tema fue lanzado como sencillo el 14 de enero de 2022, y se incluyó después en el álbum recopilatorio The Best Of 2015-2022 de Álvaro Soler, estrenado el 26 de agosto de 2022.  La canción fue compuesta por Álvaro Soler y David Bisbal en colaboración con Alexander Zuckowski, Simon Triebel y Jakke Erixson.

## Vídeo Musical
El vídeo musical para A Contracorriente se filmó en agosto de 2021 en la reserva natural las Barrancas de Burujón situada cerca de Toledo bajo la dirección de Gus Carballo. El videoclip se estrenó el 14 de enero de 2022 en el canal oficial de Álvaro Soler en Youtube, Álvaro Soler Vevo. El cortometraje nos cuenta la historia de tres jóvenes que hacen un viaje en coche para encontrarse al final con los protagonistas Álvaro Soler y David Bisbal, y todos acaban bailando juntos alrededor de un fuego improvisado hecho de espejos. 

## Posición en las listas
| País                | Posición más alta |
| ------------------- | ----------------- |
| España (PROMUSICAE) | 43                |

## Certificaciones
| País                | Certificación | Unidades certificadas / ventas |  |
| ------------------- | ------------- | ------------------------------ |  |
| España (PROMUSICAE) | Platino       | 60 000                         |  |